# Kinderlachje
Kinderlachje is een tekening van de Nederlandse kunstenaar Theo van Doesburg.

## Voorstelling
Het stelt een abstractie compositie voor op een blauwe ondergrond, getekend met pastelkrijt op zwart papier. De tekening werd in 1972 gepubliceerd in het artikel ‘De Stijl’ van Ankie de Jongh-Vermeulen in het tijdschrift Museumjournaal. Volgens mondelinge mededeling aan De Jongh-Vermeulen komt de titel van Jan Wils, de eerste eigenaar.
Van Doesburg tekende het waarschijnlijk toen hij in Utrecht woonde. Van Doesburg werd in september 1915 als sergeant-facteur in militaire dienst overgeplaatst naar Utrecht. Hier kwam hij via de amateur-schilder Gezienus ten Doesschate in contact met de expressionistische schilders Janus de Winter en Erich Wichmann. Onder invloed van deze schilders maakte Van Doesburg een serie visioenachtige werken, waaronder ook een aantal pastels.

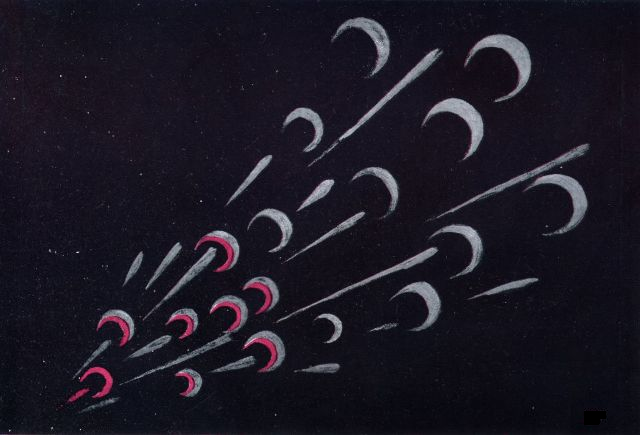
Sudden Fright. Afkomstig uit Annie Besant en C.W. Leadbeater (1925 [1901]) Thought-Forms, afb. 27.

De pasteltekening Kinderlachje wordt in de literatuur verschillende keren in verband gebracht met de theorieën van de theosoof Charles Webster Leadbeater. Omstreeks 1915 schilderde Van Doesburg het werk Het oorzakelijk lichaam van den adept, dat hij vrijwel letterlijk kopieerde uit het Leadbeaters boek De zichtbare en onzichtbare mensch uit 1903. Het boek Thought-Forms van Leadbeater en Annie Besant uit 1901 (in 1905 het Nederlands uitgegeven als Gedachtevormen) bevat enkele afbeeldingen die overeenkomsten vertonen met de tekening Kinderlachje.

## Herkomst
Volgens mondelinge mededeling, die Jan Wils in 1971 deed aan Ankie de Jongh-Vermeulen, werd het werk door Van Doesburg geschonken aan Wils. In 1978 werd het gesignaleerd in een privéverzameling in Eindhoven. Op 10 december 1992 werd het voor 23.000 gulden (ca. 10.500 Euro) bij veilinghuis Christie's in Amsterdam geveild aan een Nederlandse privéverzamelaar.